# Объявление умершим
Объявле́ние уме́ршим (признание умершим) — признание официальными инстанциями (обычно по решению суда, но в некоторых странах и без такового) презумпции (не факта) смерти физического лица при отсутствии его опознанного тела. Решение принимается по косвенным доказательствам или же автоматически в связи с продолжительным безвестным отсутствием. Влечёт те же юридические последствия, что и смерть, констатированная обычным образом, то есть открытие наследства, прекращение брака, пребывания в должностях и прочее.

## Условия по российскому праву
Согласно «Энциклопедическому словарю экономики и права», объявление гражданина умершим — это «признание судом умершим гражданина, о котором в месте его постоянного жительства нет никаких сведений в течение установленного законом срока». Срок, установленный Гражданским кодексом (ст. 45 ГК) — 5 лет.
Объявление умершим возможно только по решению суда, причём решение суда может быть вынесено без признания лица безвестно отсутствующим:
- в случае безвестного отсутствия — спустя пять лет после исчезновения;
- если человек пропал «при обстоятельствах, угрожавших смертью или дающих основание предполагать его гибель от определённого несчастного случая» — через шесть месяцев;
- пропавших без вести в связи с военными действиями — через два года после окончания военных действий.

Дата смерти устанавливается, при безвестном отсутствии, как дата вступления приговора суда в законную силу; в случае же конкретного несчастного случая датой смерти может быть указан день этого события.
Последствия судебного решения имеют сходство с реальным фактом смерти, а именно:
- иждивенцы, находившиеся на попечении умершего, приобретают право на пенсию
- открывается наследство
- прекращается брак с умершим лицом
- прекращаются обязательства, носящие личный характер (например, связанные с уплатой алиментов)

### Отмена объявления умершим. Права «воскресшего» лица
Согласно российскому закону, ст. 46 части первой ГК РФ, если объявление умершим последовало ошибочно и объявленный умершим гражданин явился живым, то соответствующее решение упраздняют, запись о смерти аннулируют. «Воскресшее» лицо имеет право, по российским законам, востребовать себе всё, кроме супруги (супруга), если она (он) состоит уже в новом браке, и безвозмездно и добросовестно взятых денег и ценных бумаг (согласно ст. 302, п. 3, той же части). Если же его супруг(а) не вступил(а) в новый брак, то брак восстанавливается. Если некоторое его имущество за время «смерти» продано или иначе возмездно перешло к другим, то и оно может быть востребовано при условии, что покупатель знал о том, что истинный владелец имущества жив; при невозможности его возврата натурой взимается стоимость.
В СССР возвращался также денежный эквивалент имущества, отошедшего по праву наследования государству и реализованного.

## Случаи объявления умершим без решения суда
Иногда в случае массовых катастроф и отсутствия опознанных тел власти США издавали свидетельство о смерти без решения суда: например, были объявлены умершими все пассажиры «Титаника», которых не оказалось на борту «Карпатии», вскоре после прибытия «Карпатии» в порт и сличения списков.
Власти штата Нью-Йорк издали много свидетельств о смерти жертв террористических актов 11 сентября 2001 через несколько дней после трагедии.

## Шнобелевская премия
Индиец Лал Бихари, которого объявили умершим ради наследства, получил Шнобелевскую премию за создание Ассоциации людей, объявленных умершими.